# Мизін Олександр Васильович
Олекса́ндр Васи́льович Ми́зін (нар. 23 липня 1900, Харків — пом. 26 липня 1984, Москва) — радянський живописець, графік, педагог; член Асоціації революційного мистецтва України з 1927 року та Спілки художників України з 1937 року; член-кореспондент Академії архітектури Української РСР.

## Біографія
Народився 11 [23] липня 1900 року у місті Харкові (тепер Україна). У 1928 році закінчив Київський художній інститут (майстерня Михайла Бойчука). У 1928—1931 роках викладав у Межгірському художньо-керамічному інституті у селі Нових Петрівцях Київської області.
З 1936 по 1981 рік (з перервами) викладав у Московському художньому інституті. Член ВКП(б) з 1945 року.
Помер у Москві 26 липня 1984 року.

## Творчість
Працював у галузі станкового і монументального живопису, графіки. Наприкінці 1920-х, на початку 1930-х роках створював також плакати, лубочні картини. Серед робіт:
- «На дрейфуючій крижині» (1930-ті);
- «На річці» (кінець 1930-х, гуаш);
- мозаїчне панно на станції метро «Київська-кільцева» Московського метрополітену (1952—1954, у співавторстві з Олександром Івановим);
- картон вітража «Дружба народів» для Палацу культури у місті Новій Каховці (1954);
- ескіз гобелена «Радянська Україна» (1956);
- три бронзові медальйони на станції метро «Вокзальна» Київського метрополітену (1959—1960);
- тематичні панно «Золоті початки», «Російський ліс» (1961—1969, темпера);

плакати
- «Паліть цигарки Табактрест України» (1923);
- «Катерина. Вміла мати брови дати…» (1927);
- «Гайдамаки. Задзвонили у всі дзвони по всій Україні…» (1927);
- «Ленінський комсомол був і залишається молодим резервом нашої революції. Сталін» (1934);
- «Бійці робочої диктатури, ударники Магнітбуду, штурмуйте фортеці культури в шляху до безкласового строю!» (1934);

розписи
- у Селянському санаторії імені ВУЦВК в Одесі (1928, у співавторстві з Миколою Рокицьким);
- у Палаці культури Кременчуцької ГЕС (1960);

Брав участь у мистецьких виставках:
- Перша всеукраїнська виставка Асоціації революційного мистецтва України у Харкові (1927;
- «Антиімперіалістична виставка» у Москві (1931);
- «Індустрія соціалізму» в Москві (1939);
- персональна у Москві (1944, виставковий зал Московського Союзу художників);
- Всесоюзна художня виставка у Москві (1949).

Живописні твори художника зберігаються в Національному художньому музеї України, одна графічна робота в Російському державному архіві літератури і мистецтва. Тиражні плакати представлені в приватній колекції в Великій Британії.